# Mitu tomentosum
Mitu tomentosum là một loài chim trong họ Cracidae.